# Edremit (Van)
Pour les articles homonymes, voir Edremit.
Edremit  (en kurde Ertemêtan, en arménien Արտամետ, Artamet) est un district et une ville de Turquie, située dans la province de Van, sur la rive sud du lac Van à 18 kilomètres de la préfecture Van. En 2000, la population du district s'élève à 18 005 habitants et celle de la ville seule à 6 481 habitants.